# Sindaci di Lugo
Di seguito l'elenco cronologico dei sindaci di Lugo e delle altre figure apicali equivalenti che si sono succedute nel corso della storia.

## Regno d'Italia (1861-1946)

### Sindaci dal 1860 al 1889
Nomina del sindaco da parte del re.
| Periodo | Periodo | Primo cittadino            | Partito | Carica                   | Note |
| ------- | ------- | -------------------------- | ------- | ------------------------ | ---- |
| 1860    | 1861    | Giuseppe Masi              |         | Sindaco                  |      |
| 1862    | 1863    | Francesco Capozzi          |         | Sindaco                  |      |
| 1863    | 1863    | Lorenzo Ricci Curbastro    |         | Sindaco                  |      |
| 1864    | 1866    | Ferdinando Ricci Curbastro |         | Sindaco                  |      |
| 1867    | 1869    | Francesco Morandi          |         | Sindaco                  |      |
| 1870    | 1870    | Adriano Bompiani           |         | Comm. straordinario      |      |
| 1870    | 1871    | Angelo Manzoni             |         | Sindaco                  |      |
| 1872    | 1873    | Carlo Cavassini            |         | Sindaco                  |      |
| 1873    | 1875    | Lorenzo Ricci Curbastro    |         | Sindaco                  |      |
| 1876    | 1877    | Giuseppe Bertazzoli        |         | Sindaco                  |      |
| 1878    | 1878    | Salomone Del Vecchio       |         | Sindaco facente funzioni |      |
| 1879    | 1879    | Enrico Ricci Bitti         |         | Sindaco facente funzioni |      |
| 1880    | 1880    | Domenico Ricci Curbastro   |         | Sindaco facente funzioni |      |
| 1881    | 1881    | Giacinto Ravaglia          |         | Sindaco facente funzioni |      |
| 1882    | 1883    | Lorenzo Ricci Curbastro    |         | Sindaco                  |      |
| 1884    | 1884    | Domenico Ricci Curbastro   |         | Sindaco facente funzioni |      |
| 1885    | 1889    | Ercole Bedeschi            |         | Sindaco facente funzioni |      |

### Sindaci dal 1889 al 1922
Elezione del sindaco da parte del consiglio comunale (legge 30/12/1888, n. 5865).
| Periodo         | Periodo          | Primo cittadino              | Partito            | Carica                              | Note                                       |
| --------------- | ---------------- | ---------------------------- | ------------------ | ----------------------------------- | ------------------------------------------ |
| 1889            | 1889             | Ercole Bedeschi              |                    | Sindaco                             |                                            |
| 1890            | 1890             | Filippo Muscianisi           |                    | Comm. straord.                      |                                            |
| 1891            | 1891             | Giov. Batt. Manzoni          |                    | Sindaco                             |                                            |
| 1892            | 1892             | Pio Lanzoni                  |                    | Sindaco facente funzioni            |                                            |
| 1893            | 1897             | Giov. Batt. Manzoni          |                    | Sindaco                             |                                            |
| 1898            | 1900             | Pio Lanzoni                  |                    | Sindaco                             |                                            |
| 1901            | 1903             | Giovanni Corelli Grappadelli |                    | Sindaco                             |                                            |
| 1904            | 1904             | Gaetano Indica               |                    | Comm. straord.                      |                                            |
| 1904            | 1904             | Federico Fusco               |                    | Comm. prefettizio                   |                                            |
| 1904            | 1904             | Cesare Gaspari               |                    | Commissario regio                   |                                            |
| 1905            | 1909             | Giuseppe Scalaberni          |                    | Sindaco                             |                                            |
| 1910            | 1913             | Giovanni Martelli            |                    | Sindaco                             |                                            |
| 1914            | 1915             | Carlo Manzoni                |                    | Sindaco                             |                                            |
| 1916            | 1919             | Giovanni Corelli Grappadelli |                    | Sindaco                             | 2º mandato                                 |
| 21 ottobre 1920 | 1921             | Giovanni Foschini            | Partito Socialista | Sindaco                             | Dimissionario il 6/5/1921                  |
| 1921            | 1921             | Giorgio Cragnotti            |                    | Comm. prefettizio                   | Nominato il 18/5/1921                      |
| 1921            | 29 dicembre 1922 | Masaniello Roversi           |                    | Comm. prefettizio Commissario regio | Nominato il 30/5/1921 Nominato il 5/6/1921 |

### Podestà
Podestà nominato dal re.
| Periodo          | Periodo          | Primo cittadino     | Partito                    | Carica                   | Note                                    |
| ---------------- | ---------------- | ------------------- | -------------------------- | ------------------------ | --------------------------------------- |
| 29 dicembre 1922 | 13 febbraio 1927 | Edgardo Nostini     | Partito Nazionale Fascista | Sindaco facente funzioni | Sostituito da Antonio Babini di Giacomo |
| 20 febbraio 1927 | ottobre 1927     | Edgardo Nostini     | Partito Nazionale Fascista | Podestà                  | [ 5 ]                                   |
| ottobre 1927     | luglio 1931      | Guglielmo Tamburini | Partito Nazionale Fascista | Podestà                  |                                         |
| luglio 1931      | dicembre 1931    | Martina             |                            | Comm. prefettizio        |                                         |
| 14 gennaio 1932  | marzo 1936       | Girolamo Manzoni    | Partito Nazionale Fascista | Podestà                  |                                         |
| marzo 1936       | marzo 1940       | Giuseppe Seganti    | Partito Nazionale Fascista | Podestà                  |                                         |
| 1940             | luglio 1943      | Lorenzo Bezzi       | Partito Nazionale Fascista | Podestà                  |                                         |
| agosto 1943      | dicembre 1943    | Vincenzo Galasso    |                            | Comm. Prefettizio        |                                         |
| dicembre 1943    |                  | Roberto Giardini    |                            | Comm. prefettizio        |                                         |
| 26 novembre 1944 | 10 aprile 1945   | Jolando Jacaruso    |                            | Comm. prefettizio        |                                         |

## Repubblica italiana (dal 1946)
| Sindaci eletti dal Consiglio comunale (1946-1995)    | Sindaci eletti dal Consiglio comunale (1946-1995) | Sindaci eletti dal Consiglio comunale (1946-1995) | Sindaci eletti dal Consiglio comunale (1946-1995) | Sindaci eletti dal Consiglio comunale (1946-1995) | Sindaci eletti dal Consiglio comunale (1946-1995) |
| Nominativo                                           | Partito                                           | Partito                                           | Mandato                                           | Mandato                                           | Elezione                                          |
| Nominativo                                           | Partito                                           | Partito                                           | Inizio                                            | Fine                                              | Elezione                                          |
| ---------------------------------------------------- | ------------------------------------------------- | ------------------------------------------------- | ------------------------------------------------- | ------------------------------------------------- | ------------------------------------------------- |
| Lanzoni                                              | ?                                                 | ?                                                 | aprile 1945                                       | 18 aprile 1946                                    | [ 8 ]                                             |
| Vincenzo Giardini                                    |                                                   | Partito Comunista Italiano                        | 19 aprile 1946                                    | 27 maggio 1951                                    | 31 marzo 1946                                     |
| Vincenzo Giardini                                    | 27 maggio 1951                                    | Partito Comunista Italiano                        | 23 giugno 1956                                    | 1951                                              |                                                   |
| Vincenzo Giardini                                    | 23 giugno 1956                                    | Partito Comunista Italiano                        | 22 novembre 1964                                  | 27 maggio 1956 e 6 novembre 1960                  |                                                   |
| Adriano Guerrini                                     |                                                   | Partito Comunista Italiano                        | 14 febbraio 1965                                  | 1970                                              | 22 novembre 1964                                  |
| Adriano Guerrini                                     | 1970                                              | Partito Comunista Italiano                        | 1975                                              | 1970                                              |                                                   |
| Adriano Guerrini                                     | 1975                                              | Partito Comunista Italiano                        | Settembre 1976                                    | 1975                                              |                                                   |
| Adriano Manaresi                                     |                                                   | Partito Comunista Italiano                        | Settembre 1976                                    | 1975                                              | 1980                                              |
| Domenico Randi                                       |                                                   | Partito Comunista Italiano                        | 1980                                              | 18 luglio 1985                                    | 1980                                              |
| Domenico Randi                                       | 18 luglio 1985                                    | Partito Comunista Italiano                        | 12 febbraio 1989                                  | 1985                                              |                                                   |
| Gian Carlo Ciani                                     |                                                   | Partito Comunista Italiano                        | 13 febbraio 1989                                  | 1985                                              | 5 luglio 1990                                     |
| Gian Carlo Ciani                                     |                                                   | Partito Democratico della Sinistra                | 5 luglio 1990                                     | 5 maggio 1993                                     | 1990                                              |
| Maurizio Roi                                         |                                                   | Partito Democratico della Sinistra                | 15 maggio 1993                                    | 24 aprile 1995                                    | 1990                                              |
| Sindaci eletti direttamente dai cittadini (dal 1995) |                                                   |                                                   |                                                   |                                                   |                                                   |
| Nominativo                                           | Partito                                           | Partito                                           | Mandato                                           | Mandato                                           | Elezione                                          |
| Nominativo                                           | Partito                                           | Partito                                           | Inizio                                            | Fine                                              | Elezione                                          |
| Maurizio Roi                                         |                                                   | Partito Democratico della Sinistra                | 24 aprile 1995                                    | 14 giugno 1999                                    | 1995                                              |
| Maurizio Roi                                         |                                                   | Democratici di Sinistra                           | 14 giugno 1999                                    | 15 giugno 2004                                    | 1999                                              |
| Raffaele Cortesi                                     |                                                   | Democratici di Sinistra                           | 16 giugno 2004                                    | 10 giugno 2009                                    | 2004                                              |
| Raffaele Cortesi                                     |                                                   | Partito Democratico                               | 10 giugno 2009                                    | 8 giugno 2014                                     | 2009                                              |
| Davide Ranalli                                       |                                                   | Partito Democratico                               | 16 giugno 2014                                    | 27 maggio 2019                                    | 2014                                              |
| Davide Ranalli                                       | 27 maggio 2019                                    | Partito Democratico                               | 10 giugno 2024                                    | 2019                                              |                                                   |
| Elena Zannoni                                        |                                                   | Partito Democratico                               | 10 giugno 2024                                    | in carica                                         | 2024                                              |

Fonte: A. F. Babini, Dalla Bastia del Zaniolo alla Bastia di Ca’ di Lugo, Lavezzola, Santerno, 1959 (per il periodo 1927-44, «Il Messaggero», settimanale di Lugo).